# وترو
وترو (به ایتالیایی: Vattaro) یک کومونه در ایتالیا است که در ترنتینو واقع شده‌است.

## خصوصیات
وترو ۸٫۳ کیلومترمربع مساحت و ۱٬۱۱۱ نفر جمعیت دارد.